# MTPN
MTPN‏ (Myotrophin) هوَ بروتين يُشَفر بواسطة جين MTPN في الإنسان.